# Wincenty Kot
Wincenty Kot z Dębna herbu Doliwa (ur. 1395 w Dębnie, zm. 14 sierpnia 1448 w Gnieźnie) – arcybiskup gnieźnieński, prymas Polski i Litwy, podkanclerzy koronny, kardynał z nadania antypapieża Feliksa V w latach 1441–1447. Regent Królestwa Polskiego w latach 1444-1447.

## Życiorys
Urodził się w Dębnie nad Wartą (obecnie: gmina Nowe Miasto nad Wartą, województwo wielkopolskie). Przez pewien czas był proboszczem w Witkowie. Studiował na Akademii Krakowskiej od 1413 roku, (bakalaureat w 1415 roku, magisterium w 1417 roku, wykładowca artium). W 1432 Władysław II Jagiełło wyznaczył go jako opiekuna dla swoich dzieci i z poparcia królewskiego otrzymał liczne prebendy kościelne m.in. kanonię gnieźnieńską i poznańską. W 1433 został podkanclerzym koronnym. W 1437 został arcybiskupem gnieźnieńskim. Zwalczał wpływy husytyzmu, popierając Zbigniewa Oleśnickiego, który pobił stronników husyckich w bitwie pod Grotnikami 1439. Poparł antypapieża Feliksa V i podczas konsystorza 11 marca 1441 z jego rąk otrzymał kapelusz kardynalski z tytułem kardynała prezbitera San Crisogono.
W czasie bezkrólewia po śmierci Władysława Warneńczyka wysunął za poparciem Oleśnickiego kandydaturę do tronu margrabiego brandenburskiego Fryderyka II. 3 marca 1446 na zjeździe w Piotrkowie ogłosił jednak wybór księcia mazowieckiego Bolesława IV na króla Polski. Aktywnie uczestnicząc w życiu politycznym Królestwa Polskiego, nie zaniedbywał działalności duszpasterskiej i przeprowadzał liczne wizytacje kanoniczne w archidiecezji oraz dążył do pomnażania majątku kościelnego.
25 czerwca 1447 koronował ostatecznie w katedrze na Wawelu Kazimierza Jagiellończyka. Uznając prawowitego papieża Mikołaja V, 2 października 1447 zwrócił mu nieprawnie nabyty kapelusz kardynalski.
Zmarł 14 sierpnia 1448 roku, nie odzyskawszy ponownej, prawomocnej godności kardynalskiej.